# Aglaomorpha heraclea
Aglaomorpha heraclea är en stensöteväxtart som först beskrevs av Kze., och fick sitt nu gällande namn av Edwin Bingham Copeland. Aglaomorpha heraclea ingår i släktet Aglaomorpha och familjen Polypodiaceae. Inga underarter finns listade.

## Bildgalleri

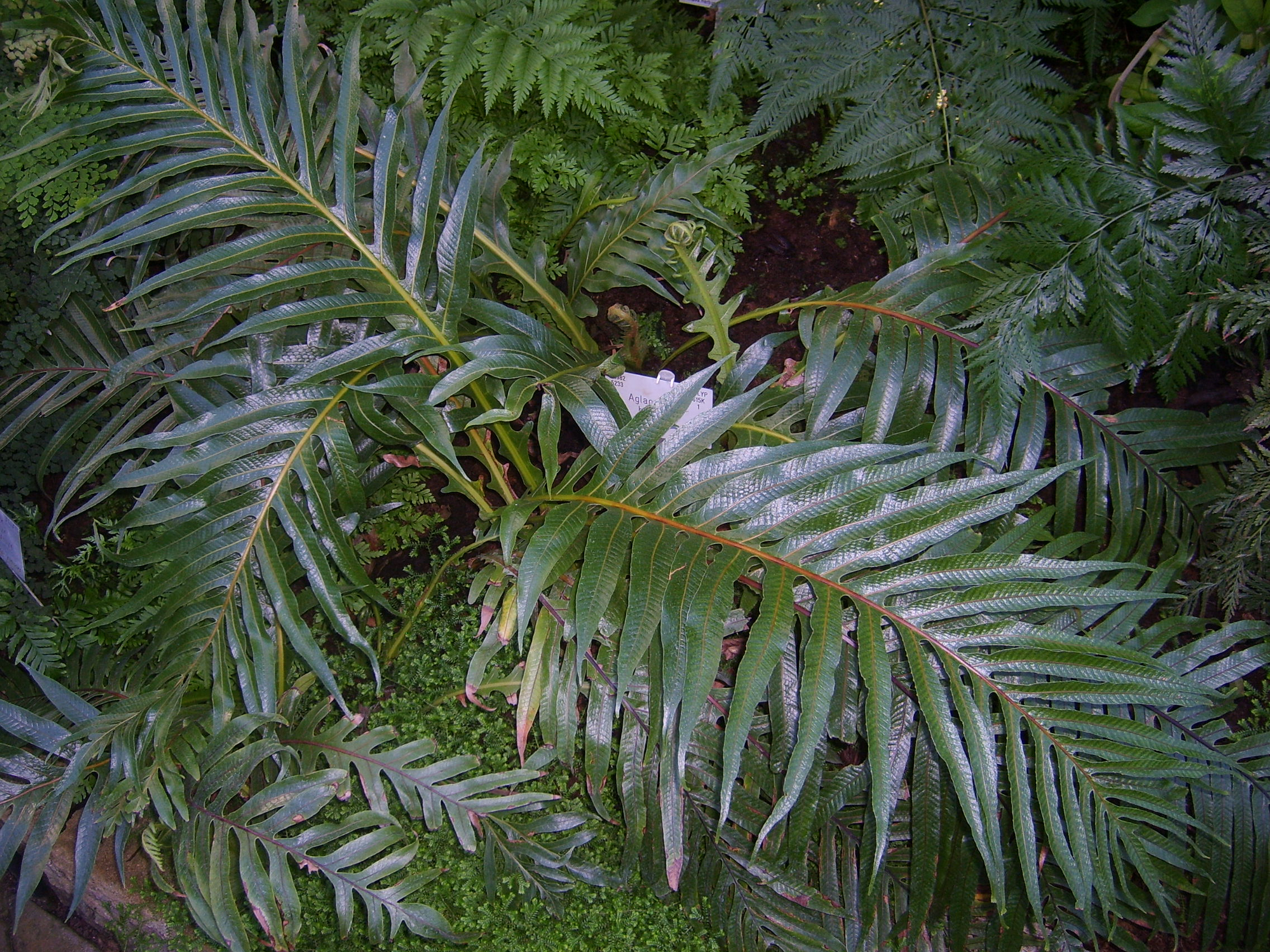